# Odontochelys semitestacea
Odontochelys semitestacea är det vetenskapliga namnet på en tidig sköldpadda som fanns i nuvarande Kina för ca 220 miljoner år sedan. Utmärkande för denna art är att den endast hade sköld på undersidan och saknade motsvarande skydd på ovansidan.